# Воронино (Ростовский район)
Воронино — село в Петровском сельском поселении Ростовского района Ярославской области. Расположено в 16 км от посёлка Петровское. Известно главным образом как местонахождение родовой усадьбы дворян Леонтьевых.

## Название
Местное предание гласит, что название это село носит потому, что в начале XV века это место было вотчиной князя Семёна Юрьевича Вороны, которую он затем дал в приданое за своей дочерью (от брака с княгиней Ульяной) княжной Парасковьей, выданной за князя Андрея Федоровича Голубого (Титов А. А. «Ростовский уезд в 1885 году»).

## Владельцы
В середине XVII века земли Воронина были отданы в поместное владение дьяку Поместного приказа Гавриле Леонтьеву. Далее Воронино перешло к внуку Петру Борисовичу, а от него к Ивану Петровичу Леонтьеву, при котором в усадьбе были господский дом, служебные и хозяйственные строения, оранжереи, сад и две церкви. В 1760-х годах И. П. Леонтьев построил несохранившуюся каменную церковь во имя иконы Пресвятой Богородицы Толгской.
У И. П. Леонтьева было две дочери и четыре сына; имение по наследству перешло к младшему сыну Михаилу Ивановичу (1755—?). Выйдя в 1787 году в отставку в чине бригадира, он поселился в своем имении. При нём был выстроен двухэтажный господский дом, разбит пейзажный парк с каскадом прудов, появились оранжереи для теплолюбивых растений. В 1811 году он выстроил, взамен сгоревшей в 1808 году деревянной церкви, новую каменную церковь во имя Святой Троицы. Детей у Михаила Ивановича Леонтьева не было, племянники, Иван и Варвара, скончались прежде него и в 1828 году он завещал имение внучатому племяннику, полному своему тёзке, малолетнему Михаилу.
В 1833 году опекуншей имения своего девятилетнего сына стала его мать, Любовь Николаевна (урожд. графиня Зубова), большую часть жизни прожившая здесь. Она унаследовала некоторые личные вещи своего деда А. В. Суворова и ревностно оберегала память о нём. В 1885 году А. А. Титов дал описание имению:

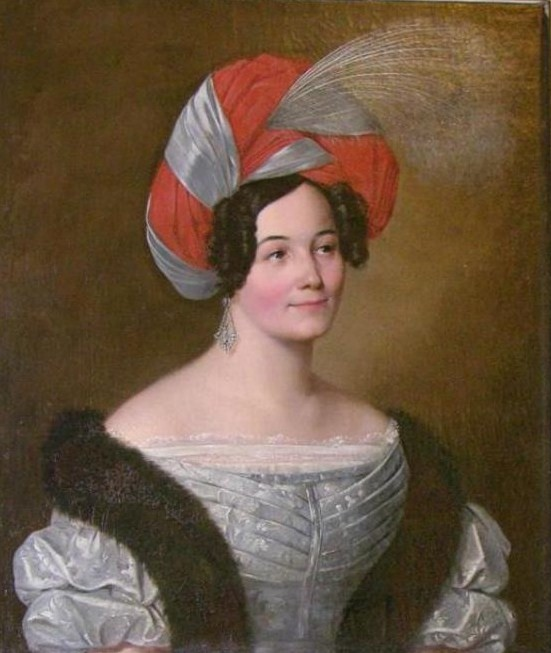
Л. Н. Леонтьева. 1830-е

помещичье село, расположенное на небольшой возвышенности, при прудах, в 21 версте от Ростова; в нём, кроме помещичьей усадьбы, находится 25 дворов, 42 ревизских души и 53 надела. В селе Воронино две церкви. 1) Одноглавая, каменная, холодная, во имя Святой Троицы построена в 1811 году прихожанами; колокольня при ней отдельная, соединенная с церковью посредством хода с хор, поддерживаемого колоннами; этот ход теперь заложен. 2) Теплая одноглавая же церковь во имя Толгской Пресвятой Богородицы, стоящая отдельно, построена в 1768 году. Ранее этих церквей здесь существовала деревянная, находившаяся в том месте, где стоят теперь господские оранжереи, она сгорела в 1808 году; на её кладбище владельцами села, гг. Леонтьевыми на месте погребения их предков построена часовня.— Титов А. А. «Ростовский уезд в 1885 году»
После смерти сына Л. Н. Леонтьева переехала в московский Новодевичий монастырь, где и закончила свою жизнь. А в имении стал активно хозяйствовать её внук, Михаил Михайлович Леонтьев. Он отремонтировал и перестроил существующие строения усадьбы, выстроил новая конюшню, скотный двор, оранжерею, теплицу; активно торговал лесом и произведёнными в Воронине продуктами сельского хозяйства.
После того, как в 1918 году Леонтьевы покинули усадьбу, она была взята на учёт Дубровского волостного земельного комитета; благодаря этому, а также уважительному отношению воронинских крестьян к бывшим владельцам, имущество не было разграблено. В 1919 году в ней разместили трудовую школу, а художественные ценности: предметы из фарфора, стекла, хрусталя, бытовавшие в усадьбе семейные и хозяйственные документы, нотные альбомы, усадебная библиотека, мебель и портретная галерея рода Леонтьевых, — были переданы в фонды музея «Ростовский кремль». После здесь находилась МТС, во время войны — госпиталь, а потом много лет — пионерлагерь Семибратовского газоочистительного завода.

## Население
| 1859 | 2007 | 2010 |
| ---- | ---- | ---- |
| 198  | ↘46  | ↘41  |

## Современное состояние

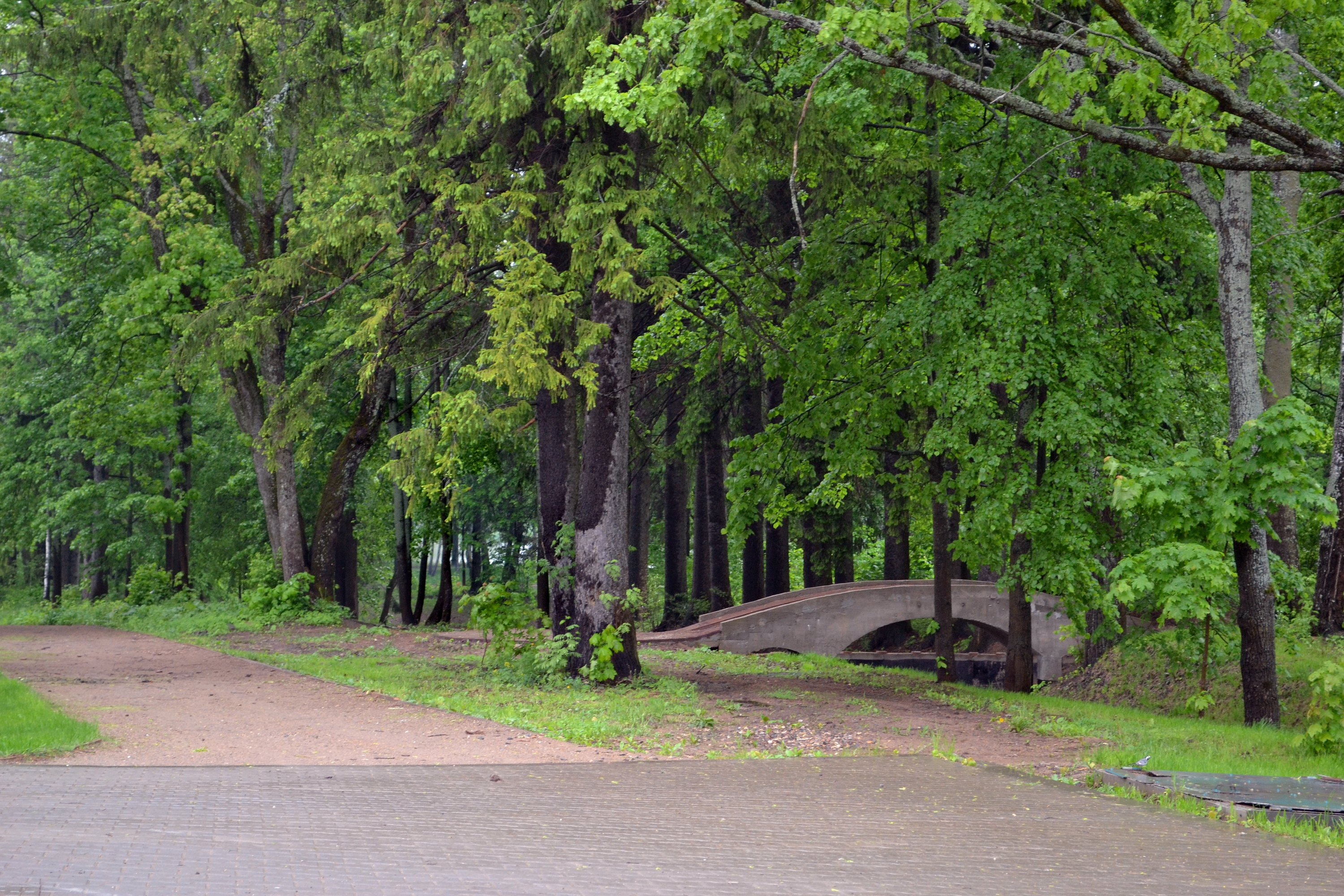
В начале XXI века новое поколение Леонтьевых вернуло усадьбе благоустроенный вид

До 2001 года в бывшей усадьбе располагался детский оздоровительный лагерь. Затем она была выставлена на торги и продана с аукциона; новыми владельцами её стали потомки бывших владельцев этого имения, Сергей Александрович и Елена Леонтьевы. Их усилиями здесь был открыт «Музей-Усадьба дворян Леонтьевых». Был обнаружен и возвращён на историческое место перед склепом надгробный памятник Любови Николаевны Леонтьевой; в парке (8 гектаров) с необычной кольцевой структурой аллей, задуманной Сергеем Михайловичем Леонтьевым в начале XX века, оказалось более 400 деревьев старше 150 лет.